# Сорби, Томас
То́мас Хи́ткот Со́рби (англ. Thomas Heathcote Sorby; 16 февраля 1856 — 13 декабря 1930) — английский футболист. Выступал за футбольные клубы «Терсдей Уондерерс» и «Шеффилд», провёл 1 матч за национальную сборную Англии.

## Футбольная карьера
Родился в Шеффилде в семье Томаса Остина Сорби, партнёра в компании Robert Sorby and Sons, занимающейся производством деревообрабатывающего инструмента. Образование получил в Челтнемском колледже. Играл в футбол за разные клубы Шеффилда, включая «Терсдей Уондерерс» (англ. Thursday Wanderers) и «Шеффилд» (старейший футбольный клуб в мире). В составе «Шеффилда» был капитаном. Также выступал за сборную футбольной ассоциации Шеффилда.
18 января 1879 года Сорби провёл свою единственную игру за национальную сборную Англии в матче против сборной Уэльса на лондонском стадионе «Сарри Крикет Граунд». Англия впервые сыграла против Уэльса и впервые провела матч не против сборной Шотландии. Игра прошла в плохую погоду: газон был покрыт несколькими дюймами снега, всю игру шёл мокрый снег, что сказалось на посещаемости: на матч пришли около 100 человек. Вместо двух таймов по 45 минут команды договорились сыграть два тайма по 30 минут. Матч завершился победой англичан со счётом 2:1, на 20-й минуте Сорби стал автором победного гола англичан.

## Вне футбола
Сорби работал в семейной компании Robert Sorby and Sons, которая базируется в Шеффилде. После смерти отца в 1885 году Томас и его брат Роберт взяли на себя руководство компанией (Роберт умер в 1896 году). В 1906 году Томас Сорби покинул руководство компании, став последним членом семьи Сорби, управляющим этим бизнесом. С тем пор компания неоднократно меняла владельцев, но название оставалось прежним.
Томас жил в Скарборо, где и умер в декабре 1930 года в возрасте 74 лет.